# Farol de pie
En tauromaquia, el farol de pie es una suerte o lance que se realiza con el capote. Esta suerte surge como un accidente de la verónica y se realiza generalmente entre dos lances. El diestro hace el gesto de colocarse el capote sobre los hombros para después volver a la posición natural de la verónica.
La creación del farol de pie se le atribuye a Manuel Domínguez, que triunfo un 13 de mayo de 1855 en Madrid mostrando esta nueva suerte a los asistentes. Guerrita explica la ejecución de este lance de la siguiente forma:

Se ejecuta en su primera parte como la de la verónica, pero en el momento de sacar el capote de la cara del toro se hace un movimiento como si se fuera a colocar sobre los hombros, dando con él una vuelta en derredor de la cabeza del diestro, y volviendo a su primitiva posición si ha de repetirlo, o dejando sobre los hombros si quiere terminar la suerte galleando

Debido a su gran atractivo artístico, el farol ha sido utilizado numerosas ocasiones en poesía y narrativa. Uno de sus máximos exponentes fue el poeta Gerardo Diego.

¿Quién sabe por qué el farol

brota en la cima del vuelo,

por qué se enciende ese sol

de locura y cerebelo?

Gira el torero a la inversa

de sus brazos: gloria tersa

de una seda de amapola.

Que sea lo que Dios diga,

y el huracán por la espiga.

Flor de la furia española.

Actualmente se trata de una suerte recurrente en la tauromaquia de muchos matadores como José Tomás.